# Filsum
Filsum é um município da Alemanha localizado no distrito de Leer, estado da Baixa Saxônia.
É membro e sede do Samtgemeinde de Jümme.